# Гаметангија
Гаметангија (лат. gametangium) је орган у коме се продукују гамети. Диференциране гаметангије налазе се код великог броја вишећелијских протиста, алги, гљива и у гаметофиту копнених биљака. Гамети у гаметангијама настају митотичким деобама. Гамети који настају у гаметангијама могу бити сличне величине, грађе и ћелијског садржаја (изогамети), или се могу разликовати (анизогамети или хетерогамети) када говоримо о постојању мушких и женских гаметангија.

## Типови гаметангија

### Изогамија
Код зигомицета гаметангије су представљене појединачним ћелијама на крајевима хифа. Спајањем гаметангија остварује се и спајање гамета, тј. ствара се диплоидна зигоспора.

### Мушке гаметангије
Мушке гаметангије се зову антеридије. У њима се стварају покретне сперматичне ћелије. Уколико су гамети непокретни (спермације) гаметангија се назива сперматангија.
Код копнених биљака, антеридије су органи гаметофит генерације и јасно су диференциране код правих маховина, јетрењача, папрати, раставића, пречица, цикаса и гинка. Код четинара и скривеносеменица антеридије су замењене поленовим зрнима.

### Женске гаметангије
Женске гаметангије се називају архегоније (ређе оогоније). У њима се продукују и сазревају јајне ћелије. Код скривеносеменица архегоније су замењене семеним замецима.